# كريستوفر بريست
كريستوفر بريست (بالإنجليزية: Christopher Priest)‏ (و. 1943 – م) هو روائي، وكاتب خيال علمي، وكاتب سيناريو، وكاتب، من المملكة المتحدة، ولد في مانشستر.

## وصلات خارجية
- كريستوفر بريست على موقع IMDb (الإنجليزية)
- كريستوفر بريست على موقع قاعدة بيانات الأفلام السويدية (السويدية)
- كريستوفر بريست على موقع قاعدة بيانات الفيلم (الإنجليزية)